# Orde van de Academische Palmen
De Academische Palmen (Frans: Palmes académiques) werden door Napoleon I op 17 maart 1808 ingesteld. De palmen waren in de beginperiode een academische onderscheiding. Men kon niet van een Ridderorde spreken maar de op de toga geborduurde olijf- en palmtak werden wel in drie klassen; "titulaire", "officier de l’université" en "officier des académies" verleend aan de meest verdienstelijke wetenschappers.
Na de val van Napoleon werd de onderscheiding enige malen gereorganiseerd en werd na een tijdlang de Orde van het Openbaar Onderricht geweest te zijn in 1955 de huidige Orde van de Academische Palmen.

## Geschiedenis en hervormingen
De onderscheiding heeft het Keizerrijk overleefd en werd op 9 december 1850 hervormd. De titels waren nu: "Officier d’Académie" en de exclusievere "Officier de l’Instruction Publique". Men moest vijf jaar lang de lagere graad hebben bezeten om hiertoe bevorderd te worden.
In 1866 werden de Palmen opnieuw hervormd. De onderscheiding werd een Ministeriële Orde die Orde van het Openbaar Onderricht, (Frans:"Ordre l’Instruction Publique"), heette. Minister Victor Dury van Onderwijs wilde een draagbare onderscheiding creëren en in een decreet van 7 april van dat jaar kregen de "Academische Officieren" daarom zilveren palmen aan een paars lint terwijl de "Officieren van Publieke Instructie" gouden palmen aan een paars lint met rozet mochten dragen. Men sprak in Frankrijk daarom al gauw van het "Violette Legioen" in een verwijzing naar het Legioen van Eer met zijn rode lint.
In datzelfde jaar werd vastgelegd dat de Orde ook aan "wijzen", schrijvers en al diegenen die zich voor het onderwijs verdienstelijk hadden gemaakt kon worden verleend.
De 17 Ministeriële Orden waren een typisch Frans verschijnsel; de ministers waren voorzitters van de "Grote Raden" van de Orden die ieder jaar een vast aantal onderscheidingen verleenden. De Orde van Publiek Onderricht verschilde alleen van de andere orden omdat er geen commandeursrang bestond.
In 1954 stelde een lid van het Franse Parlement, de heer Naegelen, voor om een "Orde van de Academische Palmen" in te stellen. De minister, Jean Berhouin, nam het voorstel over en in een decreet van 4 oktober 1955 werd de Orde officieel gesticht. De Orde kreeg drie graden. De leden van de oude Orde van Publieke Instructie werden in de Orde opgenomen en zoals gebruikelijk werd vastgelegd dat ridders 35 jaar oud moesten zijn en 15 jaar in het onderwijs moesten hebben gewerkt. Na 5 jaar konden zij officier worden en na nog eens 5 jaar konden zij tot commandeur worden bevorderd. Voor buitenlanders en voor benoemingen wegens lesgeven in gevaarlijke omstandigheden golden deze termijnen niet.
Op 31 december 1963 schafte de regering van president de Gaulle 15 van de 17 ministeriële orden af. De versnippering van het decoratiestelsel werd als een misstand ervaren omdat een duidelijk beleid niet mogelijk was.
De opgeheven Orden werden vervangen door de Nationale Orde van Verdienste maar de Orde van de Academische Palmen was een van de onderscheidingen die mochten blijven bestaan. De Orde wordt door een "Raad van de Orde" bestaande uit de minister en drie hoge ambtenaren, allen "rechtscommandeurs" (Frans: "Commandeurs de droit"), bestuurd. Zij verlenen ieder jaar een vast aantal onderscheidingen. Ieder jaar worden 7.570 ridders, 3.785 officieren en 280 commandeurs benoemd. Benoemingen vinden plaats op 1 januari en 14 juli.
De orde wordt in het buitenland zelden toegekend. In Nederland was Prins Bernhard der Nederlanden Commandeur in deze Orde.

## De graden van de orde
In de oorspronkelijke vorm kende de Academische Palmen drie klassen. De "titulaires" waren het meest gezien, zij droegen als "grootdignitarissen" (Frans: "Grand dignitaires") van de orde in gouddraad geborduurde takken op hun toga. De universitaire officieren moesten het met zilverdraad redden en de academische officieren droegen paarse zijdedraad. De hoogdravende titels zijn kenmerkend voor Napoleon die graag even luisterrijke als inhoudsloze functies schiep.
Na de eerste hervorming in 1850 was het aantal klassen teruggebracht tot twee: "Officier d’Académie" en de exclusievere "Officier de l’Instruction Publique".
In de huidige orde van na 1955 worden drie graden onderscheiden:
- Commandeur - De commandeur draagt een groot uitgevoerd gouden kleinood van de orde aan een lint om de hals. Als verhoging dient een violet geëmailleerde gouden lauwerkrans. Commandeurs moeten ten minste 45 jaar oud zijn en 3 jaar officier zijn geweest.
- Officier - De officier draagt een gouden kleinood aan een lint met een rozet op de linkerborst. Het kleinood is met een kleine gouden ring aan het lint bevestigd. Officieren moeten ten minste 40 jaar oud zijn en 5 jaar ridder zijn geweest.
- Ridder - De ridder draagt een kleinood aan een lint op de linkerborst. Bij de ridder is het kleinood van zilver. Ridders moeten niet alleen ten minste 35 jaar oud zijn en 10 (voor 2002 was het 15) jaar in het onderwijs hebben gewerkt, zij moeten ook zijn onderscheiden met de "Gouden Medaille voor Jeugd en Sport (Frans:"Médaille d’Argent de la Jeunesse et des Sports" of de "Gouden Medaille voor Technisch Onderwijs" (Frans: "Médaille d’honneur de l’Enseignement Technique"). Voor diegenen die deze medailles niet bezitten was tot 2002 een loopbaan van 25 jaar in het onderwijs voorwaarde voor benoeming.

Bijzonder verdienstelijke Fransen kunnen na hun 40e verjaardag als Officier en na hun 45e verjaardag zelfs direct als commandeur worden benoemd. Wanneer in gevaarlijke omstandigheden les werd gegeven kan de Raad van de Orde besluiten om een uitzondering op de regels te maken. Voor buitenlanders gelden al deze regels niet.

## De versierselen van de orde
Tussen 1808 en 1866 droeg de Officier de l'Université elkaar overlappende olijf en palmtakken of twee palmtakken, geborduurd in goud- of zilverdraad. Een Officier de l'Academie droeg de palmen geborduurd in blauw en zilver.
Tussen 1866 en 1955 droeg de Officier de l'instruction Publique elkaar overlappende olijf en palmtakken aan een lint met rozet. De takken waren van goud met violette nerf.
Tussen 1866 en 1955 droeg de Officer d'academie elkaar overlappende olijf en palmtakken aan een lint met rozet. De takken waren van zilver met violette nerf.
Het kleinood van de orde is sinds 1955 een langwerpige krans van violet geëmailleerde palmbladeren. Alleen de commandeur draagt een eveneens violet geëmailleerde gouden lauwerkrans boven het kleinood.
De seculiere Franse Republiek kende geen ridderorden die de traditionele vorm van een kruis hebben.
De opvallende vorm van deze onderscheiding is uit de geschiedenis van de academische palmen te verklaren. In de huidige orde leven de geborduurde palmtakken verder in de gouden en zilveren kleinoden in de vorm van paars geëmailleerde palmtakken.

## Dragers van de Orde
(voor zover lemma aanwezig op deze Wikipedia)
- Paul Ranson, Officier de l'Académie, 1921
- Dolf Unger, Officier de l'Académie, 1933
- Edgar Puaud, Ridder de l'Académie